# Kalkidan Gezahegne
Kalkidan Gezahegne Befkadu (Addis Abeba, 8 maggio 1991) è una mezzofondista etiope naturalizzata bahreinita.

## Palmarès
| Anno                            | Manifestazione      | Sede        | Evento        | Risultato | Prestazione | Note |
| ------------------------------- | ------------------- | ----------- | ------------- | --------- | ----------- | ---- |
| In rappresentanza dell' Etiopia |                     |             |               |           |             |      |
| 2008                            | Campionati africani | Addis Abeba | 800 m piani   | Batteria  | 2'10"35     |      |
| 2008                            | Mondiali U20        | Bydgoszcz   | 1500 m piani  | Argento   | 4'16"58     |      |
| 2009                            | Mondiali            | Berlino     | 1500 m piani  | 8ª        | 4'08"81     |      |
| 2010                            | Mondiali indoor     | Doha        | 1500 m piani  | Oro       | 4'08"14     |      |
| 2011                            | Mondiali            | Taegu       | 1500 m piani  | 5ª        | 4'06"42     |      |
| 2017                            | Mondiali            | Londra      | 5000 m piani  | 14ª       | 15'28"21    |      |
| In rappresentanza del Bahrein   |                     |             |               |           |             |      |
| 2018                            | Giochi asiatici     | Giacarta    | 1500 m piani  | Oro       | 4'07"88     |      |
| 2018                            | Giochi asiatici     | Giacarta    | 5000 m piani  | Oro       | 15'08"08    |      |
| 2021                            | Giochi olimpici     | Tokyo       | 10000 m piani | Argento   | 29'56"18    |      |